# República de Lokot
```
   |-
       | 
Erro:
:  
valor não especificado para "
continente
"
```

A República Autonônoma de Lokot (em russo:  Ло́котское самоуправле́ние) ou República de Lokot (em russo:  Ло́котская республика, em alemão:  Republik Lokot) foi uma república autônoma no território dos oblasts da Rússia Central de Bryansk, Oryol e Kursk de julho de 1942 a agosto de 1943. 
A Wehrmacht entrou na área em outubro de 1941 e foi forçada a sair em agosto de 1943.  Uma administração local e uma polícia foram nomeadas pelas autoridades de ocupação alemãs em novembro de 1941.  A república autônoma foi estabelecida em julho de 1942, quando seis distritos foram acrescentados ao distrito de Lokot.  O nome da autonomia foi derivado do centro administrativo da região, o assentamento de tipo urbano de Lokot em Oblast de Oriol (agora localizado em Oblast de Briansk). A autonomia cobria a área de oito raions (os atuais distritos de Brasovsky, Dmitriyevsky, Dmitrovsky, Komarichsky, Navlinsky, Sevsky, Suzemsky e Zheleznogorsky) agora divididos entre Bryansk, Oryol e Oblast de Kursk. 
Foi governada por uma administração civil russa liderada por Bronislav Kaminski e Konstantin Voskoboinik.  As autoridades alemãs estabeleceram a Autonomia para servir de teste para um governo colaboracionista russo sob as SS no proposto Reichskommissariat Moskowien. 

## História

### Fundação
Em outubro de 1941, os militares alemães nazistas avançaram para a União Soviética durante a Operação Barbarossa. Eles alcançaram a área de Lokot, perto da cidade de Bryansk, e a capturaram em 6 de outubro de 1941.  Em novembro de 1941, Bronislav Kaminski (engenheiro de uma destilaria local) e Konstantin Voskoboinik (professor de uma escola técnica local) foram abordados pela administração militar alemã para ajudá-los a estabelecer uma administração civil e uma polícia local. Voskoboinik foi designado pelos alemães como starosta do "Lokot volost". Kaminski tornou-se vice de Voskoboinik. Outros deputados nomeados foram Stepan Mosin e Roman Ivanin (chefe da milícia local), ambos ex-prisioneiros. 

### Milícia
Inicialmente, a milícia chefiada por Voskoboinik não contava com mais de 200 homens. Ajudou os alemães no policiamento da área e cometeu inúmeras atrocidades contra a população civil leal às autoridades soviéticas ou partisans Soviéticos, prisioneiros de guerra soviéticos (POWs), judeus e civis comuns.   Em janeiro de 1942, o pessoal da milícia foi aumentado para 400-500.
Durante um ataque partisan liderado por Alexander Saburov em 8 de janeiro de 1942, Voskoboinik foi mortalmente ferido. Kaminski assumiu o comando e expandiu ainda mais a milícia. 
Em cooperação com as forças alemãs, a milícia iniciou operações de segurança e, na primavera de 1942, a milícia tinha 1.400 homens armados. O número de guerrilheiros soviéticos nesta área foi estimado em 20.000 homens; eles controlavam quase toda a retaguarda da área de operações do Centro do Grupo de Exércitos. 
Em março de 1942, o representante de Kaminski no 2º Exército Panzer alemão em Oriol garantiu que a unidade de Kaminski estava "pronta para lutar contra os guerrilheiros ativamente" e para realizar uma campanha de propaganda contra o "bolchevismo judeu" e os guerrilheiros soviéticos. Logo depois disso, o comandante do 2º Exército Generaloberst Rudolf Schmidt nomeou Kaminski como prefeito do Korück 532 centrado no município de Lokot. Em 19 de julho de 1942, depois que o Comandante do Grupo de Exércitos Centro, Marechal de Campo Günther von Kluge deu uma aprovação oficial, a administração Lokot recebeu algum grau de autonomia e autogoverno nominal sob a supervisão do major von Veltheim e do coronel Rübsam. Kaminsky foi nomeado Oberbürgermeister da Administração Autônoma de Lokot (composta por oito raions) e brigadeiro da milícia local. 
A partir de junho de 1942, a milícia de Kaminski participou de uma grande operação antipartidária de codinome Operação Vogelsang, como parte do Kampfgruppe (grupo de batalha) Gilsa II do general Werner von Gilsa. 
Os alemães não interferiram nos assuntos da Lokot Autonomy, desde que seus transportes fossem mantidos em segurança, e a república entregasse as cotas de alimentos necessárias à Wehrmacht. Kaminski estabeleceu um tribunal, prisões e jornais. As fazendas coletivas foram abolidas e um grau significativo de livre iniciativa foi permitido. Os discursos de Kaminski publicados nos jornais da região enfatizavam que a Alemanha nazista e a Rússia "são a mesma coisa". 
As escolas (fechadas após a invasão alemã) reabriram, e uma estação de rádio e alguns grupos  teatro foram estabelecidos em Lokot, Dmitrovsk e Sevsk artigos alegando crimes judaico-bolcheviques junto com propaganda nazista com a usual dose pesada de anti-semitismo. A população judaica na Autonomia foi aniquilada sem a ajuda alemã: 223 judeus foram mortos a tiros no município de Suzemka e 39 em Navlya. 
Em outubro de 1942, Kaminski renomeou o município de Lokot como a cidade de Voskoboinik. Ruas de outros municípios da Autonomia também foram renomeadas. 
No outono de 1942, Kaminski ordenou o recrutamento compulsório de todos os homens não deficientes para a milícia. Suas unidades foram reforçadas com os "voluntários" recrutados pelos prisioneiros de guerra soviéticos nos campos de concentração nazistas mais próximos. Devido à falta de uniformes e botas (algumas unidades andavam descalças), os alemães forneceram à brigada de Kaminski uniformes usados: eram suficientes para apenas quatro batalhões. Kaminski ordenou a coleta de tanques soviéticos e carros blindados abandonados em 1941 devido à falta de combustível ou pequenas falhas mecânicas - em novembro de 1942, sua unidade tinha pelo menos dois tanques BT-7. 
No final de 1942, a milícia da Lokot Autonomy havia se expandido para o tamanho de uma brigada de 14 batalhões com cerca de 8.000 homens armados, chamada Exército de Libertação Popular Russo (RONA). De 19 de novembro de 1942 a dezembro de 1942, Lokot foi inspecionado por Alfred Rosenberg. 
Em janeiro de 1943, a brigada contava com 9.828 pessoas; a unidade blindada de brigada tinha no total 15 viaturas: 
- dois KV-2 pesados,
- quatro T-34 médios,
- quatro BT-7,
- dois canhões autopropulsados SU-76.
- três carros blindados (BA-10, dois BA-20).

Na primavera de 1943, a estrutura da brigada foi reorganizada. Foram criados cinco regimentos com três batalhões em cada, batalhão antiaéreo (três canhões AA e quatro metralhadoras pesadas), unidade blindada. Um batalhão de "guarda" separado foi criado, com força de brigada estimada em 12.000 homens no total. 
Antes da Operação Cidadela, a ofensiva maciça para destruir o saliente de Kursk, em maio-junho de 1943, a brigada participou da Operação Zigeunerbaron ("Gypsy Baron") junto com outras unidades alemãs. 
Operações semelhantes se seguiram a esta operação, como Freischütz e Tannhäuser, nas quais a brigada e outras unidades sob comando alemão estiveram envolvidas em ações contra guerrilheiros e também participaram de operações de represália contra a população civil. 
No verão de 1943, a brigada começou a sofrer deserções significativas, em parte devido às recentes vitórias soviéticas e aos esforços dos guerrilheiros para "virar" o máximo possível de tropas de Kaminski. Como parte desses esforços, vários atentados contra a vida de Kaminski foram realizados. A cada vez, Kaminski evitou por pouco a morte e puniu os conspiradores com a execução. Vários oficiais alemães que passavam por Lokot relataram ter visto corpos pendurados em forcas do lado de fora do quartel-general de Kaminski. Temendo uma falha no comando, uma equipe de ligação alemã foi anexada ao QG de Kaminski para reestruturar a brigada e devolver a estabilidade à unidade. 
Após o fracasso alemão de Citadel, as contra-ofensivas soviéticas forçaram a brigada, junto com suas famílias, a fugir com os alemães em retirada. Em 29 de julho de 1943, Kaminski emitiu uma ordem para evacuar a brigada RONA e as propriedades e famílias das autoridades de Lokot. Os alemães transferiram até 30 mil pessoas (10-11.000 delas eram membros da brigada) para a área de Lépiel em Vitebsk, na Bielorrússia, no final de agosto de 1943. 
Em setembro de 1943, a força tinha 10.000 homens, divididos em: 
- 5 regimentos de infantaria, cada um dos 3 batalhões,
- um batalhão de artilharia (36 canhões de campanha),
- e uma unidade blindada de 24 tanques e veículos blindados soviéticos capturados,
- além de engenharia, sinal e unidades médicas.

De acordo com estimativas soviéticas possivelmente não confiáveis do pós-guerra, até 10.000 civis foram mortos por forças leais à Lokot. 

## Forças Armadas

Emblemas da RONA

A república tinha suas forças armadas: o Exército de Libertação Popular Russo, RONA (não confundir com o Exército Russo de Libertação, ROA).

## "República de Lépiel"
A partir do final de agosto de 1943, Kaminski tentou estabelecer uma nova "República de Lépiel" na área de Lépiel, que encontrou forte oposição da população local. Os guerrilheiros invadiram esta área e a brigada se envolveu em combates pesados pelo resto do ano. 
Durante a retirada, as deserções da brigada aumentaram significativamente e toda a formação parecia à beira da desintegração. Quando o comandante do 2º Regimento, Major Tarasov, decidiu se juntar aos guerrilheiros com todo o seu regimento (ele recebeu uma anistia se todo o seu regimento se juntasse aos guerrilheiros), Kaminski voou para seu quartel-general e, de acordo com um relato, o estrangulou e outros oito na frente de seus homens.  Apesar disso, até 200 pessoas desertaram em dois dias. 
No início de outubro de 1943, a brigada perdeu 2/3 de seu efetivo anterior. 
Em 27 de janeiro de 1944, Heinrich Himmler condecorou Kaminski com a Cruz de Ferro de 2ª Classe e a Cruz de Ferro de 1ª Classe no mesmo dia. 
Em 15 de fevereiro de 1944, Kaminski emitiu uma ordem para realocar a brigada e a administração Lokot mais a oeste, para a área de Dyatlovo, no oeste da Bielorrússia. 

## Crimes de guerra
A polícia auxiliar massacrou completamente a população judaica da área. O chefe da polícia da área de Suzemka, Prudnikov, participou dos massacres.  Houve 223 judeus baleados em Suzemka e 39 em Navlya. 

## Pós-guerra
Após a Segunda Guerra Mundial na Europa, alguns dos ex-funcionários do RONA e Lokot foram repatriados pelos aliados ocidentais para a União Soviética. No final de 1946, o Colégio Militar da Suprema Corte da União Soviética condenou Yury Frolov, Stepan Mosin e vários outros à morte. Nas décadas de 1950 e 1960, vários outros ex-funcionários da Autonomy foram presos pela KGB; alguns deles também foram condenados à morte, principalmente a executora da Lokot Autonomy Antonina Makarova-Ginzburg, encontrada em 1978 e executada em 1979.